# Oecetis dakchineswara
Oecetis dakchineswara är en nattsländeart som beskrevs av Schmid 1995. Oecetis dakchineswara ingår i släktet Oecetis och familjen långhornssländor. Inga underarter finns listade i Catalogue of Life.